# Meryta neoebudica
Meryta neoebudica är en araliaväxtart som först beskrevs av André Guillaumin, och fick sitt nu gällande namn av Hermann Harms. Meryta neoebudica ingår i släktet Meryta och familjen Araliaceae. Inga underarter finns listade.